# Vucciria

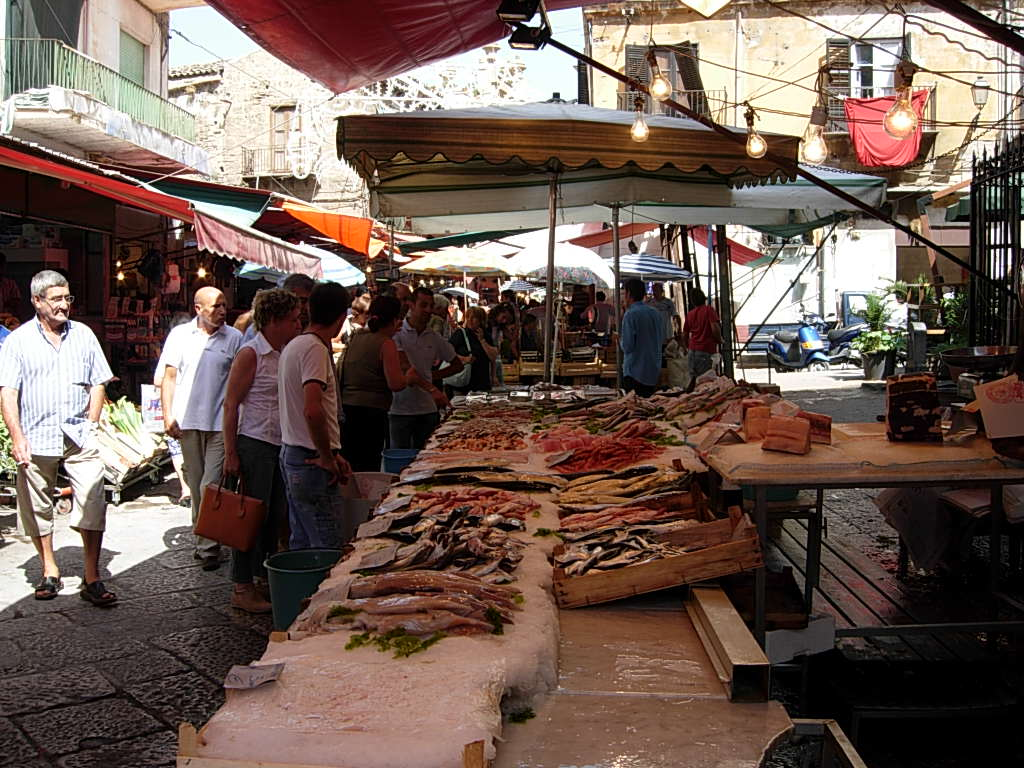
Puestos de pescado en la Vucciria.

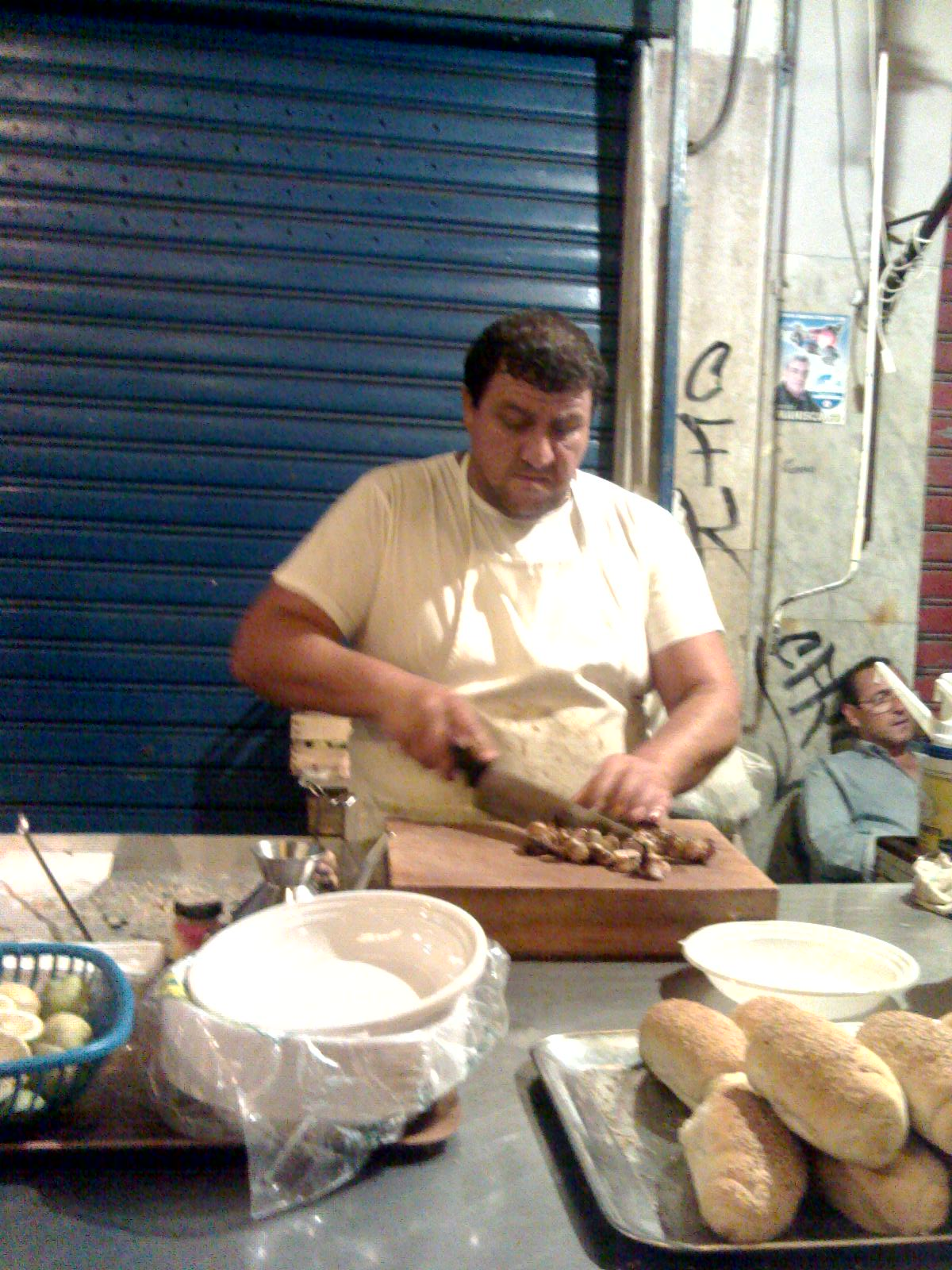
Vendedor de stigghiole en el mercado de la Vucciria.

La Vucciria es un antiguo mercado de Palermo (Italia) situando en el mandamento de La Loggia. Se extiende entre la Via Roma, la Cala, el Cassaro, a lo largo de la calle Cassari, la plaza del Garraffello, la calle Argenteria nueva, la plaza Caracciolo y la calle Maccheronai.
Junto a Ballarò, Borgo, Il Capo y el Mercato delle Pulci (‘mercado de las pulgas’) es uno de los mercado históricos de la ciudad.

## Origen del nombre
El nombre «Vucciria» procede de bucceria, que a su vez tiene su origen en la palabra francés boucherie, ‘carnicería’. Antiguamente se llamaba la Bucciria grande para distinguirlo de los mercados menores.
En el siciliano de Palermo, vuccirìa es sinónimo de ‘confusión’, debido a la superposición de voces y gritos de los vendedores (abbanniati) que siempre han caracterizado al mercado

## Historia
La proximidad a La Cala, el antiguo puerto de Palermo, favoreció el asentamiento de artesanos y comerciantes amalfitanos, catalanes, genoveses, pisanos y venecianos, que han tenido sus logias en el barrio desde el siglo XII.
La presencia de muchos artesanos sigue estando reflejada en los nombres de algunas calles, como la Chiavettieri (‘palilleros’), Materassai (‘colchoneros’) o dei Tintori (‘tintoreros’).
Durante el reinado de Carlos de Anjou en la Bucceria estaba el matadero y el mercado se utilizaba principalmente para la venta de carne. Más tarde se convirtió en un mercado para la venta de pescado, fruta y verdura.
En 1483 los comerciantes extranjeros fueron asimilados a los palermitanos, y en agradecimiento por ello decoraron la plaza del Garraffo con una estatua del Genio de Palermo, el antiguo protector de la ciudad. En 1698 la estatua fue colocada en el muro de un edículo. Desde finales del siglo XX el Genio del Garraffo, símbolo de la ciudad de Palermo, se encuentra en un estado de abandono.
En 1783 el virrey Domenico Caracciolo decidió cambiar la apariencia, especialmente de la plaza principal, que fue llamada con su nombre en su honor. Alrededor de la plaza se construyeron las arcadas para alojar a los puestos de venta y en el centro se colocó una fuente.
A las 3:21 de la noche de 7 de septiembre de 2002 un terremoto de magnitud 5,6 en la escala de Richter provocó daños importantes en muchos edificios del distrito. Varios comerciantes se vieron obligados a abandonar sus tiendas. Con la disminución de negocios el mercado perdió la gran vitalidad que siempre lo ha caracterizado.

## Monumentos históricos
Dentro de la zona del mercado hay palacios y obras de arte tales como el Palazzo Mazzarino, que perteneció a la familia del famoso cardenal, la fuente del Garraffello o el palacio Gravina Filangeri de Rammacca en el Garraffello.